# 1129 هـ
1129 هـ هي سنة في التقويم الهجري امتدت مقابلةً في التقويم الميلادي بين سنتي 1716 و1717.

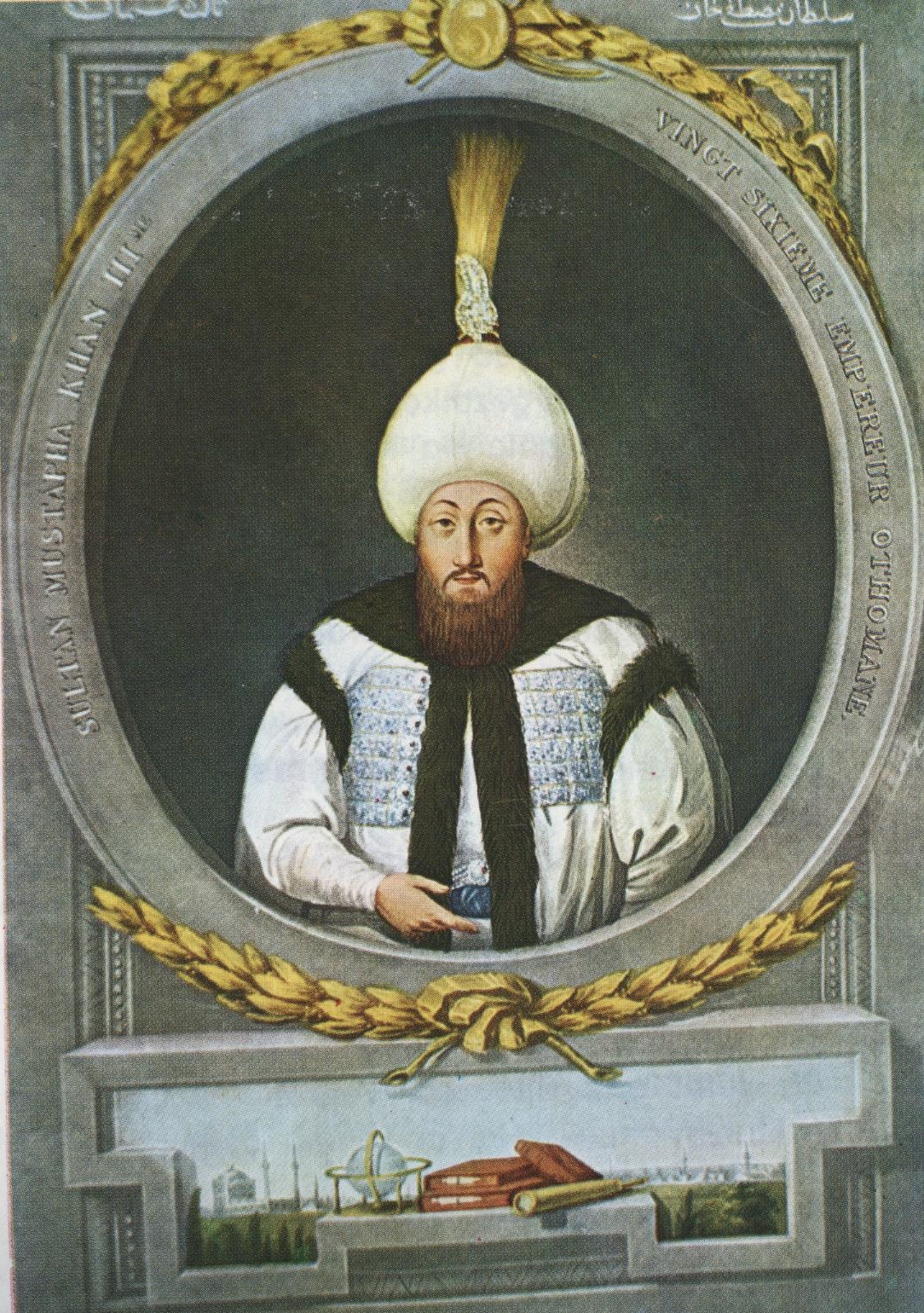
مصطفى الثالث

## مواليد
- مصطفى الثالث

## وفيات
- تأثير التبريزي